# Avraham Tehomi
Avraham Tehomi (hebrejsky: אברהם תהומי, rodným jménem Avraham Zilberg; 1903 – 1990) byl první velitel revizionistické podzemní vojenské organizace Irgun a údajný vrah Jacoba Israële de Haana.

## Biografie
Narodil se v Oděse v carském Rusku a podnikl aliju do britské mandátní Palestiny, kde pracoval na stavbě silnic. Stal se členem Hagany, jejíž důstojnický kurz zakončil s vyznamenáním. V červnu 1924 údajně spáchal atentát na ultraortodoxního židovského vůdce Jacoba Israële de Haana, který měl v plánu ve spolupráci s arabskými státy rozvrátit židovské společenství v mandátní Palestině a chystal se britské vládě navrhnout, aby židovská ortodoxní společenství v Palestině nebyla podřízena autoritě světských židovských institucí. Vražda, kterou měl údajně v řadách Hagany provést Tehomi z rozkazu Jicchaka Ben Cviho, šokovala Evropu, ale vrah nebyl odhalen. O šedesát let později se novinářům podařilo dopátrat Tehomiho, který se ke svému činu veřejně přiznal v rozhovoru pro izraelskou televizní stanici.
V roce 1925 byl v rámci Hagany jmenován zástupcem velitele Jeruzalémského distriktu a v letech 1929 až 1931 působil jako velitel tohoto distriktu. Nepokoje z roku 1929, při nichž byly židovské osady napadány Araby, vedly v Haganě k rozbrojům, neboť část jejich příslušníků nesouhlasila s pasivním defenzivním postojem a žádala možnost odvetných akcí. To v důsledku vedlo k tomu, že Tehomi v roce 1931 z Hagany odešel, založil podzemní vojenskou organizaci revizionistického hnutí, známou jako Hagana Bet (dnes též Irgun či Ecel), a stal se jejím prvním velitelem. V roce 1937 se pokusil tyto dvě organizace opět sjednotit a spolu s částí stoupenců z Irgunu přešel zpět do Hagany, nicméně ne všichni následovali jeho příklad. Irgun posléze podnikal útoky jak proti Arabům, tak proti Britům.
Ke konci svého života žil ve Spojených státech a v Hongkongu. Zemřel v roce 1990.